# پاسخگویی بار

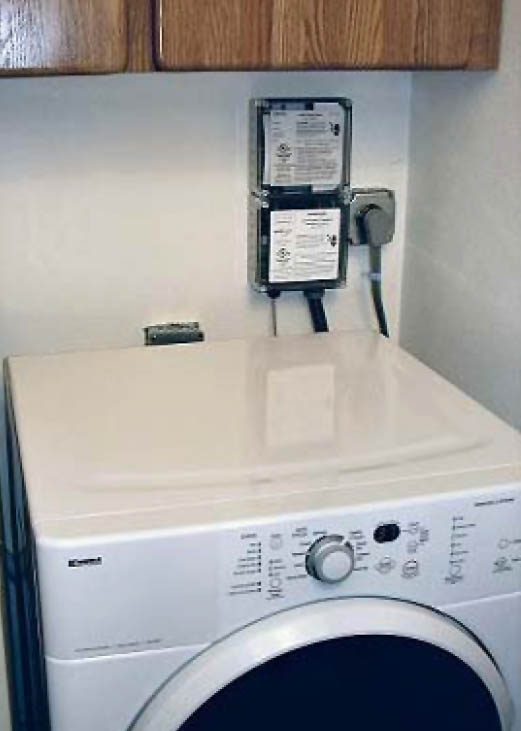
یک ماشین لباس‌شویی که از کلید پاسخگویی بار برای کاهش مصرف برق در زمان اوج مصرف استفاده می‌کند.

پاسخگویی بار یا پاسخگویی تقاضا (به انگلیسی: Demand response) مجموعه اقداماتی هستند که برای تغییر الگوی مصرف برق به منظور بهبود قابلیت اطمینان شبکه و جلوگیری از جهش قیمت‌ها، خصوصاً در ساعات پیک (ساعات اوج مصرف) بار شبکه اجرا می‌شوند.
جابجایی بار(load handling) یکی دیگر از روش های بسیار مهم و تاثیر گذار بر مساله پیک سایی، افزایش قابلیت اطمینان شبکه، مدیریت هدفمند بار و کاهش مصرف انرژی الکتریکی در زمان اوج بار است. 
در این روش از مدیریت پاسخگویی بار، بارهای غیر ضروری بر اساس یک برنامه ریزی از پیش تعیین شده به ساعاتی خارج از محدوده زمانی اوج بار منتقل شده و بدین روش از تمرکزگرایی زمانی مصرف انرژی در یک ساعت خاص مانند زمان پیک مصرف جلوگیری می شود.
موفقیت کامل برنامه های پاسخگویی بار زمانی محقق می شود که برنامه مدیریت سمت بار از سوی مصرف‏کنندگان مورد استقبال بیشتری قرار گیرد که در آن صورت اجرای برنامه های پاسخ‏گویی بار اثر گذاری خود را نشان خواهد داد. زمان استفاده (TOU ) یکی از روش‏های برنامه پاسخ‏گویی بار است. این نوع برنامه ریزی  امروزه با استفاده از تکنیک  های برنامه‏ ریزی خطی اعداد صحیح و غیرصحیح (MILP )  توسط پژوهشگران زیادی برای حل مسأله پاسخگویی بار  استفاده شده است. 
پیک‌سایی یک ابزار مؤثر جهت حل معضل ناهمخوانی تولید (عرضه) و تقاضا برای مصرف الکتریسیته است.

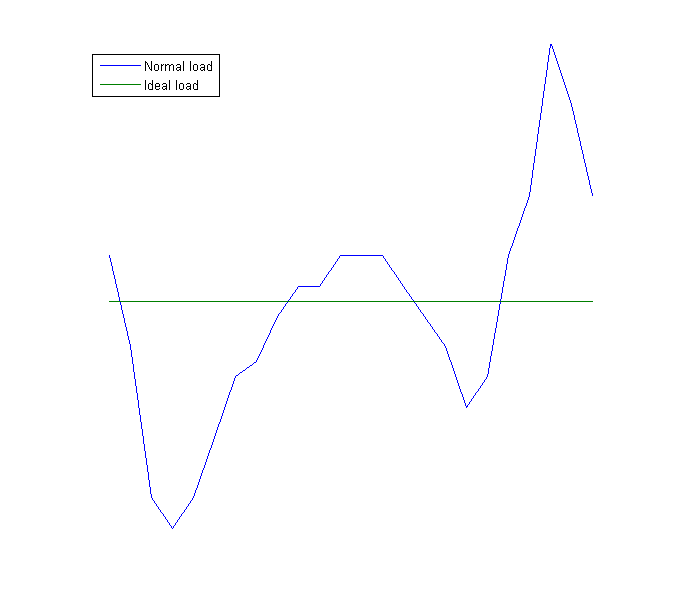
نمودار مصرف بار روزانه؛آبی مربوط به مصرف واقعی و سبز مربوط به حالت ایده‌آل است.

اهمیت این موضوع وقتی بهتر روشن می‌شود که میزان تولید و مصرف در ساعات مختلف شبانه روز با میزان ظرفیت نصب شدهٔ نیروگاهی مقایسه شود؛ در ساعات کم باری میزان قابل ملاحظه‌ای از ظرفیت نیروگاهی بلا استفاده است و از آن استفاده نمی‌شود و در ساعات اوج بار حتی ممکن است میزان مصرف چنان بالا رود که نیاز به خرید برق از شبکه‌های خارجی یا حتی نیاز به احداث نیروگاه جدید باشد.

## راهکارها

### چند نرخی کردن
یکی از راهکارهایی که برای تشویق مصرف‌کنندگان برای کاهش مصرف در زمان پیک مصرف (اوج بار) در نقاط مختلف جهان استفاده می‌شود، چند نرخی کردن برق است. به این صورت که در زمان کم باری قیمت برق ارزان‌تر و در زمان اوج مصرف گران‌تر فروخته می‌شود.

### نیروگاه تلمبه ذخیره‌ای
در این روش، در ساعات کم باری آب از حوضچهٔ پایین دست به حوضچهٔ بالادست پمپ می‌شود و در اوج بار با رهاسازی آب از سد بالادست برق تولید می‌شود تا پاسخ گوی مصرف باشد. البته روش قبلی نسبت به این روش به دلیل عدم نیاز به نیروگاه و هزینه‌های فراوان به صرفه تر است؛ ولی چون در این روش بدون توجه به پاسخگویی مصرف‌کنندگان به برنامه‌های تولید انجام می‌شود، روشی مطمئن تر است.
مانند سد سیاه بیشه که در استان مازندران واقع می باشد.

### اینترنت اشیا
استفاده از اینترنت اشیا(IOT) می تواند یک راهکار اساسی در جهت پیشرفت و پیشبرد اتوماسیون خانگی قلمداد شود. استفاده از برنامه های پاسخگویی بار با محوریت اینترنت اشیا و مبتنی بر آن می تواند لوازم الکتریکی خانگی غیر الاستیک را از طریق جابجایی بار 
بطوری مدیریت کند که منجر به پیک سایی شود.